# Грабовниця (гміна Крошніце)
Грабовниця (пол. Grabownica, нім. Charlottenthal) — село в Польщі, у гміні Крошниці Мілицького повіту Нижньосілезького воєводства.
Населення — 215 осіб (2011).
У 1975-1998 роках село належало до Вроцлавського воєводства.

## Демографія
Демографічна структура станом на 31 березня 2011 року:
|          | Загалом | Допрацездатний вік | Працездатний вік | Постпрацездатний вік |
| -------- | ------- | ------------------ | ---------------- | -------------------- |
| Чоловіки | 108     | 28                 | 68               | 12                   |
| Жінки    | 107     | 23                 | 61               | 23                   |
| Разом    | 215     | 51                 | 129              | 35                   |